# نضال بشراوي
نضال بشراوي(14 أكتوبر-)، رجل أعمال لبناني  ورئيس لجنة مسابقة ملك جمال لبنان

## حياته ومشواره المهني
أنشأ مطلع التسعينات وكالة نضال بشراوي لعرض الأزياء وساهم في إطلاق العديد من العارضين والعارضات الذين أصبحوا نجوما ووجوها إعلانية كما شاركوا في العديد من الأغاني المصورة مع كبار النجوم
ساهم في تنظيم مسابقة ملك جمال لبنان
مرخص من الوزير إيلي ماروني ومسجّل في السياحة ووزارة الاقتصاد.
عام 2017 نجا من الموت إثر تواجده في ملهى ليلي في إسطنبول يوم01 يناير 2017 حدثت فيه مجزرة وقتل أكثر من 39 شخصاً في الملهى وقد أصيب في كتفه إثر إطلاق النار 
.

## نضال وإثارة الجدل
عام 2009 خاض دعاوي قضائية متبادلة بين الطرفين، مع ايلى نحاس حيث رفع نضال بشراوي قضية قدح وذم وتهديد بالقتل ضد نحاس إثر مقابلته مع الإعلامي طوني خليفة في برنامج للنشر، بينما قام نحاس بدوره برفع دعوى يتهم فيها بشراوي بتأليف وشاية تسببت له بأذى قدره بمبلغ يفوق المليونين دولار، ويطالب فيها بتعويض قدره خمسة ملايين دولار عن كل أنواع الأذى المادي والمعنوي الذي تسبب به المدعى عليه، وبات الملف في يدين القضاء اللبناني الذي سيفصل فيه بين الخصمين وعن عارضات وملكات جمال لبنانيات وأجانب عملن لصالح بشراوي وحضرن حفلات خاصة في الخارج من تنظيمه، وأعطى أوصافاً دقيقة لهن دون أن يسميهن صراحة وإذا إضطر سيسميهن أمام القضاء
عام 2014 طالته انتقادات بسبب خلافاته مع ملوك الجمال الذين ليسوا ضمن وكالته كملك جمال لبنان أيمن موسى بسبب عدم تسديد مستحقات ماليه عليه